# ألكسندر غورانوف
ألكسندر غورانوف هو لاعب كرة قدم بلغاري في مركز الدفاع، ولد في 7 مايو 1988 في بلغاريا. لعب مع نادي لوكوموتيف بلوفديف.

## وصلات خارجية
- ألكسندر غورانوف على موقع قاعدة بيانات كرة القدم.إي يو (الإنجليزية)
- ألكسندر غورانوف على موقع Soccerway.com (الإنجليزية)